# Гасанли (Джебраильский район)
Гасанли (азерб. Hasanlı) — село в Солтанлинской административно-территориальной единице Джебраильского района Азербайджана, расположенное на Приаракской равнине, в 20 км к югу от города Джебраил.

## Топонимика
Согласно местному преданию, село было основано человеком по имени Гасан, который был сыном жившего в XVI веке Джебраила. Таким образом, село носит имя своего основателя. Местное население называло село также Гасанлы.

## История
В годы Российской империи село Гасанлу входило в состав Джебраильского уезда Елизаветпольской губернии.
В советские годы село входило в состав Джебраильского района Азербайджанской ССР. В результате Первой карабахской войны в августе 1993 года перешло под контроль непризнанной Нагорно-Карабахской Республики.
19 октября 2020 года президент Азербайджана Ильхам Алиев объявил об «освобождении азербайджанской армией» села Гасанли.

## Население
По данным «Свода статистических данных о населении Закавказского края, извлеченных из посемейных списков 1886 года» в селе Гасанлу Ковшутлинского сельского округа Джебраильского уезда было 24 дыма и проживало 98 азербайджанцев (указаны как «татары»), которые были шиитами по вероисповеданию и крестьянами.
По данным «Кавказского календаря» на 1912 год в селе Гасанлу Карягинского уезда проживало 236 человек, в основном азербайджанцы, указанные как «татары».
По данным издания «Административное деление АССР», подготовленного в 1933 году Управлением народно-хозяйственного учёта Азербайджанской ССР (АзНХУ), по состоянию на 1 января 1933 года в селе Гасанли, входившем в состав Солтанлинского сельсовета Джебраильского района Азербайджанской ССР, было 34 хозяйства и проживало 197 жителей. 94,9 % населения сельсовета составляли азербайджанцы (в источнике — «тюрки»).